# Włodzimierz Stanisławski (elektrotechnik)
Włodzimierz Stanisław Stanisławski (ur. 11 czerwca 1949 r. w Nieborowie) – polski elektrotechnik, informatyk, specjalizujący się w robotyce, metodach komputerowych w automatyce, modelowaniu i symulacji komputerowej; nauczyciel akademicki związany z uczelniami w Opolu i Nysie.

## Życiorys
Po ukończeniu szkoły średniej podjął w 1968 roku studia na kierunku elektrotechnika w Wyższej Szkole Pedagogicznej im. Powstańców Śląskich w Opolu, które ukończył w 1973 roku. W tym samym roku podjął pracę jako asystent w macierzystej uczelni, jednocześnie podejmując drugie studia na Wydziale Automatyki i Informatyki Politechniki Śląskiej w Gliwicach, które ukończył w 1978 roku. W 1983 roku na tej samej uczelni uzyskał stopień naukowy doktora nauk technicznych na podstawie pracy pt. Studium nad modelem matematycznym parowników przepływowych dużej wydajności dla celów sterowania, napisanej pod kierunkiem prof. Zdzisława Trybalskiego.
Od 1993 roku pracuje w Wyższej Szkole Inżynieryjnej w Opolu, przekształconej w 1996 roku w Politechnikę Opolską. W 2003 roku uzyskał stopień naukowy doktora habilitowanego nauk technicznych w Wydziale Automatyki i Techniki Komputerowej w Uniwersytecie Elektrotechnicznym w Petersburgu na podstawie rozprawy nt. Agregatywne, hierarchiczne modele parowników przepływowych oraz analiza możliwości poprawy ich charakterystyk dynamicznych jako obiektów sterowania. W tym samym roku objął stanowisko profesora nadzwyczajnego w Politechnice Opolskiej. W latach 2008–2012 był prodziekanem Wydział Elektrotechniki, Automatyki i Informatyki PO do spraw nauki. Wypromował jak dotychczas dwóch doktorów. Ponadto wykłada w Państwowej Wyższej Szkole Zawodowej w Nysie.

## Odznaczenia
- Srebrny Krzyż Zasługi (2004)[3]